# Pro Wrestling Illustrated
Pro Wrestling Illustrated (PWI) je americký profesionální wrestlingový časopis. PWI sídlí v Blue Bell v Pensylvánii a je vydáván nakladatelstvím Kappa Publishing Group.

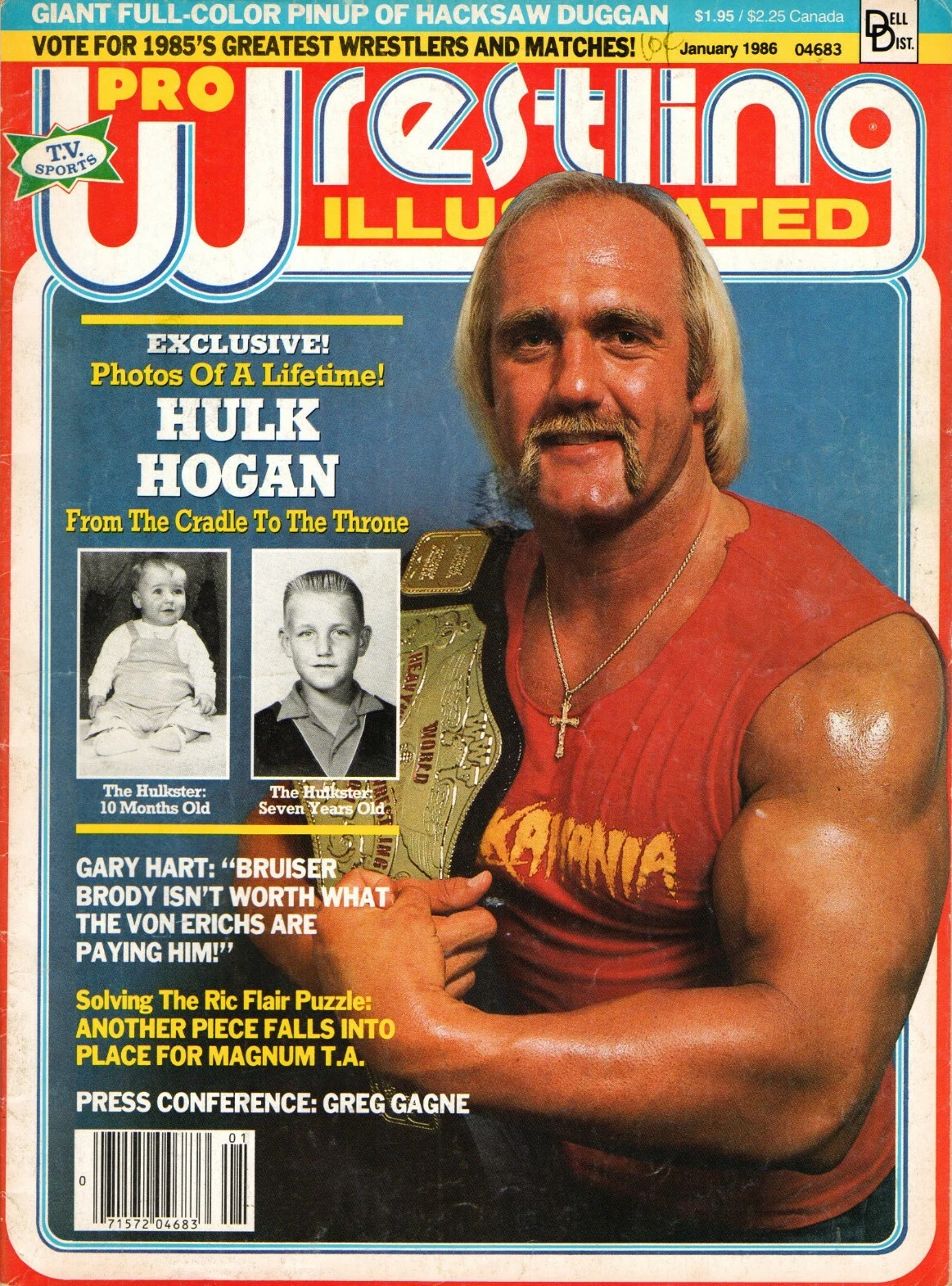
obal časopisu v lednu 1986

## Historie
První číslo časopisu bylo vydáno v roce 1979. PWI se neomezuje na pokrytí pouze prominentních profesionálních společností wrestlingu, zahrnuje také několik nezávislých společností ve Spojených státech. Také vydali další speciální čísla, která zahrnovali například: PWI Wrestling Almanac & Book of Facts od roku 1996, Women of Wrestling a týdenní zpravodaj s názvem PWI Weekly od roku 1989 do roku 2000.
Každoročně uděluje ceny, které dříve byly předávány magazínem Victory Sports Magazine. Ceny jsou takové:
- Wrestler roku
- Tým roku
- Zápas roku
- Feud roku
- Nejvíce populární wrestler roku
- Nejvíce nenáviděný wrestler roku
- Nejvíce zlepšený wrestler roku
- Nejvíce inspirativní wrestler roku
- Nováček roku
- Cena Stanleyho Westona
- Návrat roku
- Žena roku (do roku 1999)
- Manažer roku (do roku 1976)
- Wrestlerka roku (do roku 1976)
- Trpasličí wrestler roku (do roku 1976)
- Hlasatel roku

### PWI 500
PWI každý rok, již od roku 1991, zveřejňuje žebříček 500 nejlepších wrestlerů za určitý rok, který se nazývá PWI 500. Až do roku 2012 se pouze Jushin Liger umístil v každém sestaveném žebříčku PWI 500. V roce 1993 se Jacqueline Mooreová stala první ženou, která se v žebříčku objevila, a to na 249. místě. Zde se můžete podívat na "top desítku" wrestlerů za každý rok:
| Year | 1               | 2                | 3                 | 4                   | 5                   | 6                   | 7                 | 8                   | 9                    | 10                |
| ---- | --------------- | ---------------- | ----------------- | ------------------- | ------------------- | ------------------- | ----------------- | ------------------- | -------------------- | ----------------- |
| 1991 | Hulk Hogan      | Lex Luger        | Ric Flair         | Randy Savage        | Sting               | Scott Steiner       | Ricky Steamboat   | Steve Williams      | Arn Anderson         | Rick Steiner      |
| 1992 | Sting           | Randy Savage     | Ric Flair         | Rick Rude           | Bret Hart           | Ricky Steamboat     | Jerry Lawler      | Scott Steiner       | The Ultimate Warrior | Steve Austin      |
| 1993 | Bret Hart       | Big Van Vader    | Shawn Michaels    | Sting               | Yokozuna            | Ric Flair           | Lex Luger         | Rick Rude           | Mr. Perfect          | Scott Steiner     |
| 1994 | Bret Hart       | Hulk Hogan       | Ric Flair         | Big Van Vader       | Shawn Michaels      | Steve Austin        | Razor Ramon       | Sting               | Ricky Steamboat      | Owen Hart         |
| 1995 | Diesel          | Shawn Michaels   | Sting             | Bret Hart           | Sabu                | Hulk Hogan          | Big Van Vader     | Randy Savage        | Razor Ramon          | Mitsuharu Misawa  |
| 1996 | Shawn Michaels  | The Giant        | Sting             | Kenta Kobashi       | Ahmed Johnson       | Kevin Nash          | Rey Mysterio      | Hulk Hogan          | Sabu                 | Ric Flair         |
| 1997 | Dean Malenko    | Mitsuharu Misawa | Steve Austin      | Diamond Dallas Page | Lex Luger           | The Undertaker      | Shinya Hashimoto  | The Giant           | Jushin Liger         | Chris Benoit      |
| 1998 | Steve Austin    | Bill Goldberg    | Mitsuharu Misawa  | Diamond Dallas Page | The Undertaker      | Kenta Kobashi       | Booker T          | Ken Shamrock        | Jushin Liger         | Chris Jericho     |
| 1999 | Steve Austin    | Rob Van Dam      | Mitsuharu Misawa  | Rey Mysterio Jr.    | The Rock            | Diamond Dallas Page | Keiji Mutoh       | The Undertaker      | Goldberg             | Taz               |
| 2000 | Triple H        | The Rock         | Chris Benoit      | Kenta Kobashi       | Jeff Jarrett        | Justin Credible     | Mike Awesome      | Jushin Liger        | Chris Jericho        | Kensuke Sasaki    |
| 2001 | Kurt Angle      | Steve Austin     | Chris Benoit      | Keiji Mutoh         | Booker T            | Triple H            | Scott Steiner     | Mitsuharu Misawa    | Chris Jericho        | Rhyno             |
| 2002 | Rob Van Dam     | The Undertaker   | Keiji Mutoh       | Chris Jericho       | Eddie Guerrero      | Kurt Angle          | Edge              | Yuji Nagata         | The Rock             | Triple H          |
| 2003 | Brock Lesnar    | Triple H         | Kurt Angle        | Keiji Mutoh         | Chris Jericho       | Big Show            | Booker T          | Kenta Kobashi       | Eddie Guerrero       | Rob Van Dam       |
| 2004 | Chris Benoit    | Eddie Guerrero   | Triple H          | Kenta Kobashi       | Randy Orton         | Toshiaki Kawada     | John Cena         | A.J. Styles         | Shawn Michaels       | Chris Jericho     |
| 2005 | Batista         | John Cena        | Satoshi Kojima    | Triple H            | JBL                 | Kurt Angle          | A.J. Styles       | Edge                | Shelton Benjamin     | Hiroyoshi Tenzan  |
| 2006 | John Cena       | Kurt Angle       | Edge              | Samoa Joe           | Místico             | Rey Mysterio        | Brock Lesnar      | Kenta Kobashi       | Shawn Michaels       | Jeff Jarrett      |
| 2007 | John Cena       | Edge             | Místico           | Kurt Angle          | The Undertaker      | Shawn Michaels      | Christian Cage    | Perro Aguayo, Jr.   | Bobby Lashley        | Takeshi Morishima |
| 2008 | Randy Orton     | Kurt Angle       | Triple H          | Samoa Joe           | Edge                | The Undertaker      | Shawn Michaels    | Nigel McGuinness    | John Cena            | Shinsuke Nakamura |
| 2009 | Triple H        | Chris Jericho    | John Cena         | Edge                | Randy Orton         | Nigel McGuinness    | Hiroshi Tanahashi | CM Punk             | Sting                | Último Guerrero   |
| 2010 | AJ Styles       | John Cena        | CM Punk           | Randy Orton         | Chris Jericho       | Batista             | Shinsuke Nakamura | The Undertaker      | Kurt Angle           | Sheamus           |
| 2011 | The Miz         | Randy Orton      | John Cena         | Kane                | Takashi Sugiura     | Alberto Del Rio     | Mr. Anderson      | Rey Mysterio        | Eddie Edwards        | CM Punk           |
| 2012 | CM Punk         | Bobby Roode      | John Cena         | Daniel Bryan        | Sheamus             | Jun Akiyama         | Davey Richards    | Kurt Angle          | Mark Henry           | Alberto Del Rio   |
| 2013 | John Cena       | CM Punk          | Hiroshi Tanahashi | Bully Ray           | Kazuchika Okada     | Sheamus             | Jeff Hardy        | Alberto Del Rio     | Dolph Ziggler        | Kevin Steen       |
| 2014 | Daniel Bryan    | Randy Orton      | John Cena         | A.J. Styles         | Kazuchika Okada     | Bray Wyatt          | Roman Reigns      | Magnus              | Adam Cole            | Bully Ray         |
| 2015 | Seth Rollins    | John Cena        | A.J. Styles       | Roman Reigns        | Shinsuke Nakamura   | Randy Orton         | Jay Briscoe       | Rusev               | Alberto El Patrón    | Kevin Owens       |
| 2016 | Roman Reigns    | Kazuchika Okada  | Finn Bálor        | A.J. Styles         | Jay Lethal          | Kevin Owens         | Shinsuke Nakamura | Seth Rollins        | Dean Ambrose         | John Cena         |
| 2017 | Kazuchika Okada | AJ Styles        | Kevin Owens       | Kevin Owens         | Kenny Omega         | Shinsuke Nakamura   | Samoa Joe         | Dean Ambrose        | Bobby Roode          | The Miz           |
| 2018 | Kenny Omega     | AJ Styles        | Kazuchika Okada   | Brock Lesnar        | Seth Rollins        | Braun Strowman      | Roman Reigns      | Cody Rhodes         | Tetsuya Naito        | The Miz           |
| 2019 | Seth Rollins    | Daniel Bryan     | AJ Styles         | Kofi Kingston       | Kazuchika Okada     | Johnny Gargano      | Roman Reigns      | Kenny Omega         | Hiroshi Tanahashi    | Will Ospreay      |
| 2020 | Jon Moxley      | Adam Cole        | Chris Jericho     | Drew McIntyre       | Tetsuya Naito       | Kazuchika Okada     | Cody Rhodes       | Seth Rollins        | Kofi Kingston        | AJ Styles         |
| 2021 | Kenny Omega     | Roman Reigns     | Bobby Lashley     | Drew McIntyre       | Kota Ibushi         | Jon Moxley          | Will Ospreay      | Finn Bálor          | Shingo Takagi        | Rich Swann        |
| 2022 | Roman Reigns    | Kazuchika Okada  | CM Punk           | Adam Page           | Bobby Lashley       | Cody Rhodes         | Bryan Danielson   | El Hijo del Vikingo | Big E                | Jonathan Gresham  |
| 2023 | Seth Rollins    | Roman Reigns     | Jon Moxley        | Gunther             | El Hijo del Vikingo | MJF                 | Kazuchika Okada   | Orange Cassidy      | Josh Alexander       | Cody Rhodes       |

### PWI žen
| Year        | 1                   | 2                  | 3                   | 4                   | 5               | 6                   | 7               | 8                  | 9                 | 10                |
| PWI Top 50  | PWI Top 50          | PWI Top 50         | PWI Top 50          | PWI Top 50          | PWI Top 50      | PWI Top 50          | PWI Top 50      | PWI Top 50         | PWI Top 50        | PWI Top 50        |
| ----------- | ------------------- | ------------------ | ------------------- | ------------------- | --------------- | ------------------- | --------------- | ------------------ | ----------------- | ----------------- |
| 2008        | Awesome Kong        | Beth Phoenix       | Gail Kim            | Mickie James        | MsChif          | Sara Del Rey        | Roxxi Laveaux   | Melina             | Michelle McCool   | Candice Michelle  |
| 2009        | Mickie James        | Angelina Love      | Melina              | MsChif              | Tara            | Awesome Kong        | Beth Phoenix    | Michelle McCool    | Maryse            | Taylor Wilde      |
| 2010        | Michelle McCool     | Angelina Love      | Mercedes Martinez   | Cheerleader Melissa | Eve Torres      | Madison Rayne       | Beth Phoenix    | Mickie James       | MsChif            | Maryse            |
| 2011        | Madison Eagles      | Mercedes Martinez  | Mickie James        | Natalya             | Madison Rayne   | Cheerleader Melissa | Beth Phoenix    | Tara               | MsChif            | Sara Del Rey      |
| 2012        | Gail Kim            | Beth Phoenix       | Cheerleader Melissa | Sara Del Rey        | Jessicka Havok  | Layla               | Miss Tessmacher | Saraya Knight      | Mercedes Martinez | Tara              |
| 2013        | Cheerleader Melissa | Mickie James       | Saraya Knight       | Jessicka Havok      | Kaitlyn         | Gail Kim            | Kacee Carlisle  | Tara               | AJ Lee            | Mercedes Martinez |
| 2014        | Paige               | AJ Lee             | Gail Kim            | Cheerleader Melissa | LuFisto         | Angelina Love       | Ivelisse Velez  | Courtney Rush      | Natalya           | Charlotte Flair   |
| 2015        | Nikki Bella         | Paige              | Sasha Banks         | Santana Garrett     | Gail Kim        | Charlotte Flair     | Naomi           | Cherry Bomb        | Courtney Rush     | Taryn Terrell     |
| 2016        | Charlotte Flair     | Sasha Banks        | Asuka               | Becky Lynch         | Bayley          | Mitchin             | Natalya         | Gail Kim           | Sexy Star         | Sienna            |
| 2017        | Asuka               | Charlotte Flair    | Alexa Bliss         | Sasha Banks         | Bayley          | Iyo Sky             | Natalya         | Sienna             | Naomi             | Kairi Sane        |
| PWI Top 100 |                     |                    |                     |                     |                 |                     |                 |                    |                   |                   |
| 2018        | Ronda Rousey        | Alexa Bliss        | Charlotte Flair     | Iyo Sky             | Asuka           | Shayna Baszler      | Carmella        | Nia Jax            | Mayu Iwatani      | Kairi Sane        |
| 2019        | Becky Lynch         | Charlotte Flair    | Ronda Rousey        | Shayna Baszler      | Tessa Blanchard | Bayley              | Natalya         | Iyo Sky            | Mercedes Martinez | Nicole Savoy      |
| 2020        | Bayley              | Becky Lynch        | Asuka               | Charlotte Flair     | Sasha Banks     | Hikaru Shida        | Tessa Blanchard | Riho               | Iyo Sky           | Mayu Iwatani      |
| PWI Top 150 |                     |                    |                     |                     |                 |                     |                 |                    |                   |                   |
| 2021        | Bianca Belair       | Utami Hayashishita | Deonna Purrazzo     | Britt Baker         | Thunder Rosa    | Sasha Banks         | Syuri           | Iyo Sky            | Tam Nakano        | Raquel González   |
| 2022        | Syuri               | Bianca Belair      | Thunder Rosa        | Becky Lynch         | Jade Cargil     | Jordynne Grace      | Saya Kamitani   | Charlotte Flair    | Starlight Kid     | Taya Valkyrie     |
| PWI Top 250 |                     |                    |                     |                     |                 |                     |                 |                    |                   |                   |
| 2023        | Rhea Ripley         | Giulia             | Bianca Belair       | Jamie Hayter        | Tam Nakano      | Athena              | Deonna Purrazzo | Willow Nightingale | Kamille           | Jordynne Grace    |